# Mura (Barcelona)
Mura ist ein Ort und eine Gemeinde (municipi) mit 232 Einwohnern (Stand: 2024) in der Provinz Barcelona in der Autonomen Region Katalonien.

## Lage
Der Ort Mura liegt inmitten einer bergigen und waldreichen Umgebung im Naturpark Sant Llorenç del Munt i l’Obac in der Comarca Bages in einer Höhe von ca. 450 Metern ü. d.  M. Die Entfernung zur Stadt Manresa beträgt etwa 24 Kilometer (Fahrtstrecke) nordwestlicher Richtung; Barcelona ist etwa 72 Kilometer in südöstlicher Richtung entfernt.

## Bevölkerungsentwicklung
| Jahr      | 1960 | 1970 | 1981 | 1990 | 2000 | 2014 |
| Einwohner | 308  | 193  | 179  | 193  | 217  | 211  |

Im 19. Jahrhundert hatte die Gemeinde meist über 600 Einwohner; die Reblauskrise im Weinbau und die Mechanisierung der Landwirtschaft begründeten das allmähliche Absinken der Einwohnerzahl bis auf die Tiefststände der letzten Jahrzehnte.

## Wirtschaft
Vor allem die Forstwirtschaft aber auch die Anpflanzung von Olivenbäumen sowie die Feldwirtschaft (Kartoffel- und Gemüseanbau) und die Stallhaltung von Vieh und Geflügel bilden die Erwerbsgrundlage der Einwohner. Seit den 1960er Jahren hat sich der Tourismus in Form der Vermietung von Ferienwohnungen zu einer wichtigen Einnahmequelle entwickelt. 

## Geschichte
Die isolierte Lage des bereits im Mittelalter existierenden Bergortes hat dafür gesorgt, dass Mura von den großen geschichtlichen Ereignissen Kataloniens nahezu unberührt blieb. Am 7. Mai 1713 fand auf dem Gemeindegebiet ein Gefecht im Rahmen des Spanischen Erbfolgekriegs statt.

## Sehenswürdigkeiten

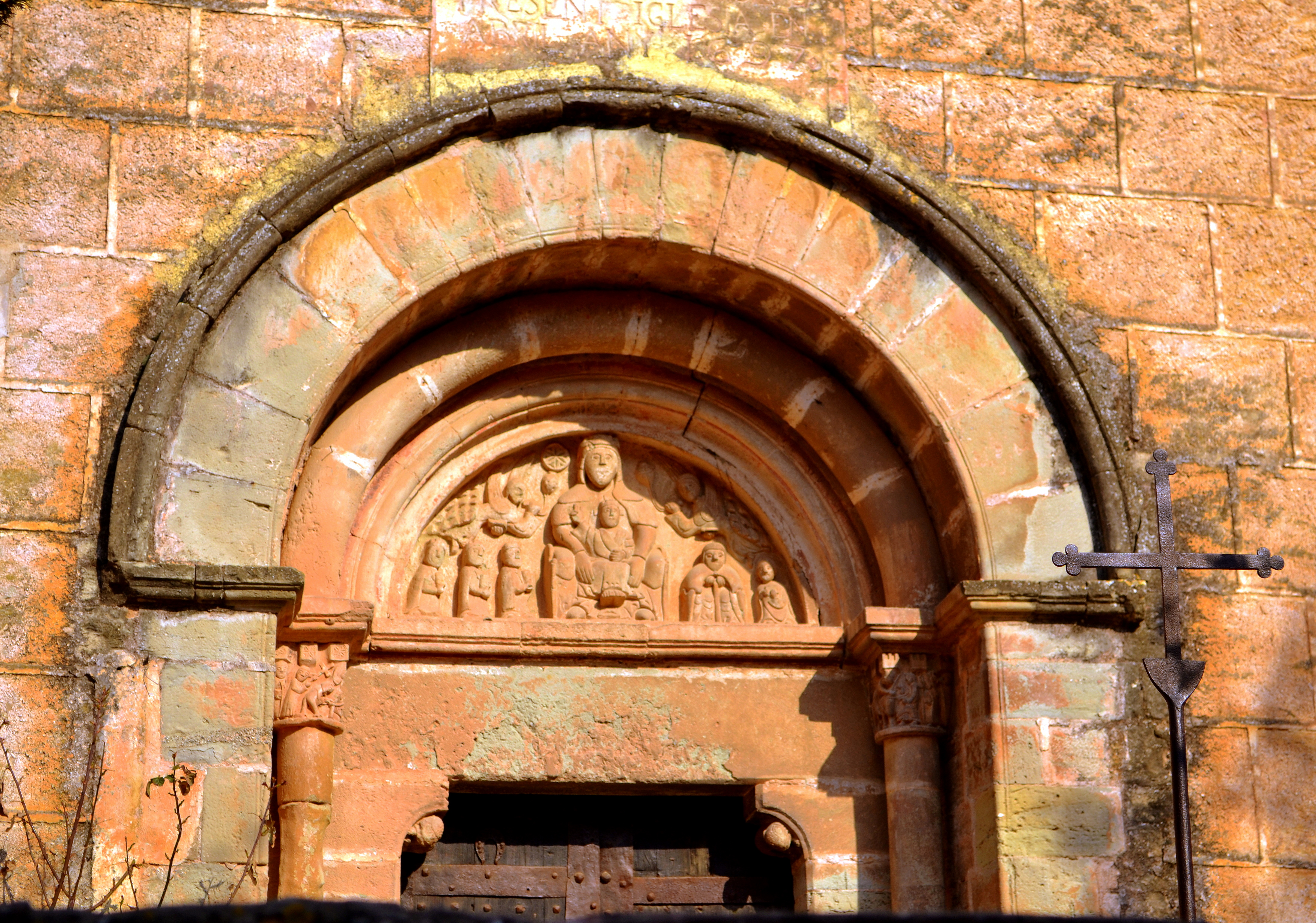
Portal der Kirche Sant Martí

- Die Häuser und Gassen von Mura haben noch viel von ihrem mittelalterlichen Charme bewahrt.
- Von einer bereits im Jahr 1023 erwähnten Burg (castell) stehen nur noch wenige Mauerreste.
- Die Einsiedlerkapelle (Ermita de Sant Antoni) befindet sich nur etwa 200 Meter vom Ort entfernt. Ursprünglich wohl ein romanischer Bau, wurde sie im 18. und 19. Jahrhundert verändert.
- Viele Umbauten und Erweiterungen erlebte auch die Pfarrkirche (Església Sant Martí). Von einem Umbau des 12. Jahrhunderts blieben die romanische Apsis und das Westportal mit seinem Tympanon erhalten, welches in der Mitte die thronende Gottesmutter mit dem Jesuskind auf dem Schoß (sedes sapientiae) zeigt; von links nähern sich die Heiligen Drei Könige mit ihren Gaben, während auf der rechten Seite der bärtige Josef sitzend und auf einen Stock gestützt vor sich hin döst. Über den seitlichen Figuren schwenken zwei fliegende Engel ihre Weihrauchfässer. Auch die beiden gut erhaltenen Kapitelle der eingestellten Säulen des Gewändes und die hölzernen Türflügel mit ihren Bandeisen- und Nagelbeschlägen verdienen Beachtung.

El Puig de la Balma
- Die wenigen Häuser des Weilers sind an eine Felswand angelehnt. Eines ist zu einem kleinen Museum umgebaut worden und zeigt Arbeits- und Haushaltsgerätschaften früherer Zeiten.
- In argem Verfall begriffen sind Apsis und Schiff der Kirche Santa Creu de Palou.